# Thủy điện Nậm Chim
Thủy điện Nậm Chim là nhóm các thủy điện xây dựng trên dòng Nậm Chim tại huyện Bắc Yên, tỉnh Sơn La, Việt Nam .
Thủy điện Nậm Chim có 4 bậc, năm 2018 đã hoàn thành có 3 nhà máy là Nậm Chim 1, 1A và 2, có tổng công suất lắp máy 40 MW.

## Các bậc thủy điện
Thủy điện Nậm Chim 1 công suất lắp máy 16 MW, khởi công tháng 6/2006, hoàn thành tháng 4/2010 .
Thủy điện Nậm Chim 1A công suất lắp máy 10 MW, khởi công tháng 8/2013, hoàn thành 2015 .
Thủy điện Nậm Chim 1B công suất lắp máy 10 MW, năm 2016 đang triển khai .
Thủy điện Nậm Chim 2 công suất lắp máy 14 MW tại bản Chim Thượng, xã Chim Vàn, hoàn thành 2015 .21°18′58″B 104°17′30″Đ / 21,316158°B 104,291768°Đ

## Nậm Chim Bắc Yên
Suối Nậm Chim (Bắc Yên) là phụ lưu nhỏ cấp 1 ở bờ trái sông Đà, chảy ở vùng các xã Hang Chú, Xím Vàng, Chim Vàn huyện Bắc Yên, tỉnh Sơn La.

## Chỉ dẫn
1. ↑  Trong tiếng Tày-Thái "Nậm" đã có nghĩa là nước, sông, suối.
2. ↑  Chú ý phân biệt với Nậm Chim là một sông nhỏ trong lưu vực của sông Đà ở tỉnh Điện Biên, Việt Nam.